# Plaza VII
Le Plaza VII est un gratte-ciel de 145 mètres de hauteur construit à Minneapolis de 1984 à 1987. 
Il abrite des bureaux et un hôtel de la chaine Radisson sur 36 étages desservis par 19 ascenseurs et 6 escalators.
L'atrium de l’hôtel s'élève à 56 mètres au-dessus du hall du premier étage.
Il y a un parking souterrain de 315 places.
Les architectes sont l'agence WZMH Architects et l'agence Hammel, Green & Abrahamson, Inc.